# アナディリ川
アナディリ川（アナディリがわ、Anadyr、ロシア語: Ана́дырь、ユカギール語: Онандырь、 チュクチ語: Йъаайваам）は、ロシア・シベリア最東部のチュクチ自治管区を流れアラスカとの間のベーリング海に注ぐ川である。
北緯67度00分00秒 東経173度00分00秒 / 北緯67.00000度 東経173.00000度付近のアニュイ山脈（Anyui mountains）南東に発し、アナディリ高原を南西に流れる。途中で大きく東に向きを変え、湿地帯からなる広大なアナディリ低地に出てアナディリ湾に注ぐ。河口にはチュクチの中心都市であるアナディリの町がある。河口は三角江となり、アナディリ湾に向けて大きく長く広がっている。

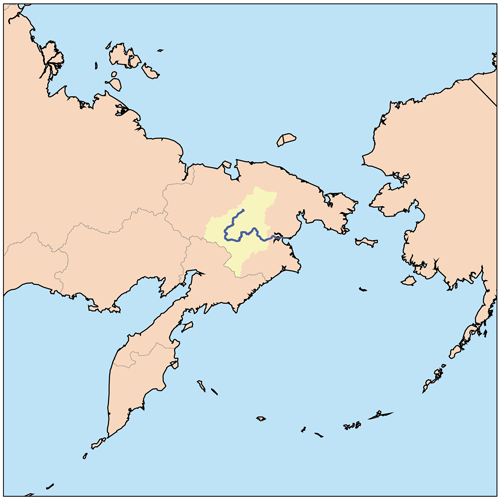
アナディリ川流域

流域には人がほとんどおらず、山地も平野も永久凍土で水が少ないため高い樹木がなくツンドラが中心だが、地衣類・コケ類・シダ類・灌木などの多様な植物相がある。上流一帯は起伏のある山地だがその風景は美しい。年のうち短い夏を除いた9ヶ月は雪に覆われ、川も凍結するが道路として上を走れるようになる。流域には多くのトナカイがいたが1992年に始まった集団農場の解体・再編成と民営化で飼われていたトナカイは激減した。そのかわり野生のヘラジカが増えている。
アナディリ川には10種類のサケ類が生息する。毎年4月の最終日曜日には、河口付近のまだ凍結している川の上でアイスフィッシング大会が開かれる。